# Золотухин, Валерий Сергеевич
Вале́рий Серге́евич Золоту́хин (21 июня 1941, Быстрый Исток, Алтайский край, СССР — 30 марта 2013, Москва, Россия) — советский и российский актёр театра и кино; народный артист РСФСР (1987). С октября 2011 года по март 2013 года — художественный руководитель Театра на Таганке.

## Биография

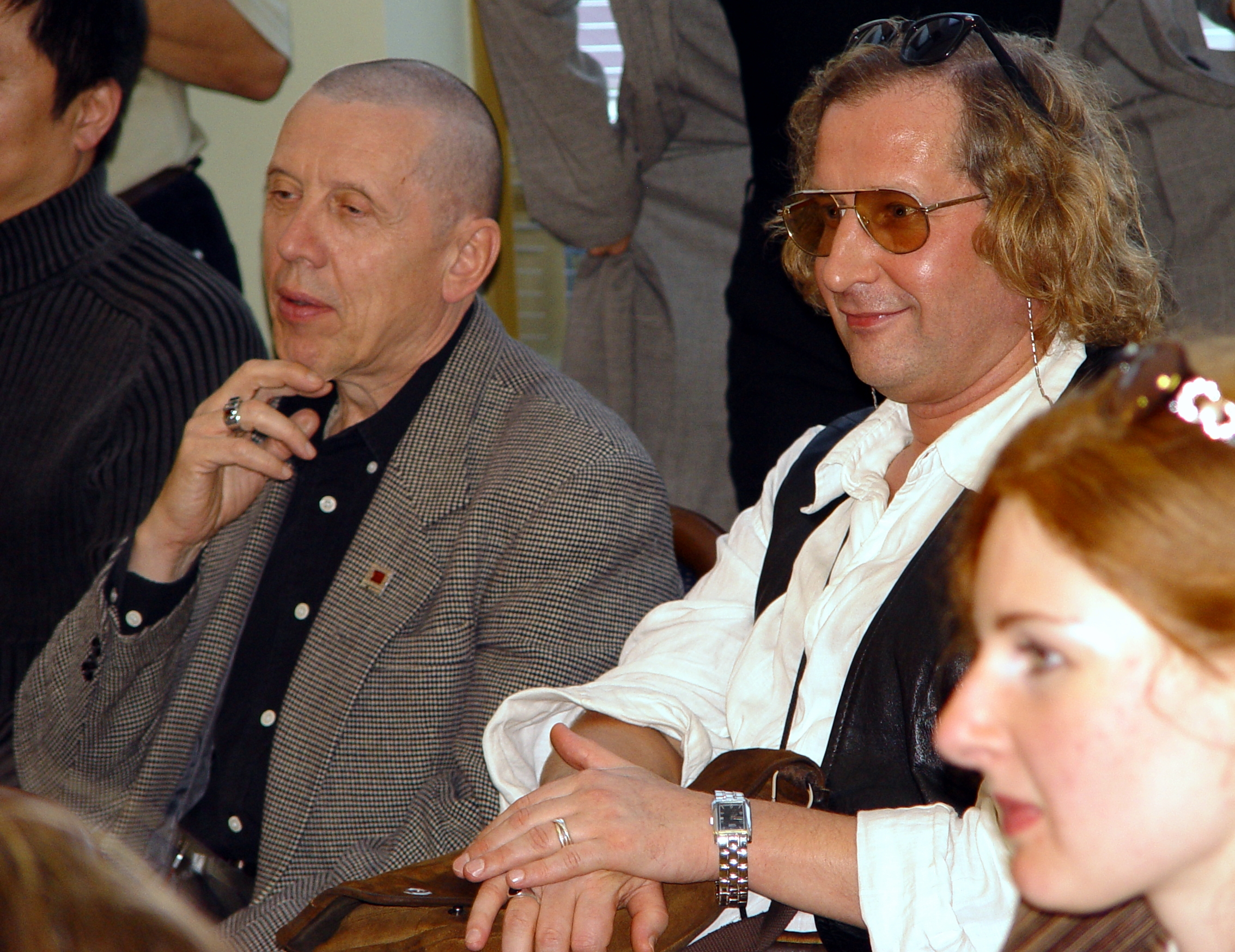
Валерий Золотухин и Андрей Житинкин на поэтическом вечере. Москва, 2005.

Валерий Золотухин родился 21 июня 1941 года в Быстром Истоке Алтайского края в семье крестьян — председателя колхоза Сергея Илларионовича и Матрёны Федосеевны Золотухиных. С детства мечтал стать актёром и в 1958 году поступил на отделение музыкальной комедии ГИТИСа. По окончании института в 1963 году получил приглашение в Театр имени Моссовета, где проработал год.
С 1964 года Золотухин был актёром Театра на Таганке, на сцене которого дебютировал в роли водоноса Ванга в спектакле «Добрый человек из Сезуана». Среди сыгранных ролей — Грушницкий в спектакле «Герой нашего времени», Фёдор Кузькин в «Живом», Альцест в «Мизантропе», Мефистофель и Фауст в «Пире во время чумы»; участвовал в поэтических спектаклях «Павшие и живые», «Послушайте!», «Товарищ, верь…», «Владимир Высоцкий».
В кино Валерий Золотухин дебютировал в 1965 году, сыграв главную роль, Петю Трофимова, в фильме Владимира Назарова «Пакет» по повести Л. Пантелеева.
С конца 1960-х годов актёр много снимался в кино, наибольшую известность принесли ему роль милиционера Серёжкина в трилогии «Хозяин тайги» (1969), «Пропажа свидетеля» (1971), и «Предварительное расследование» (1978), а также главная роль в фильме «Бумбараш» (1971).
В 1994 году Валерий Золотухин вместе с правозащитником Галиной Волиной создал Благотворительный общественный фонд поддержки творчества (после смерти актёра фонд носит его имя).
С 2003 года был художественным руководителем Государственного молодёжного театра Алтая.

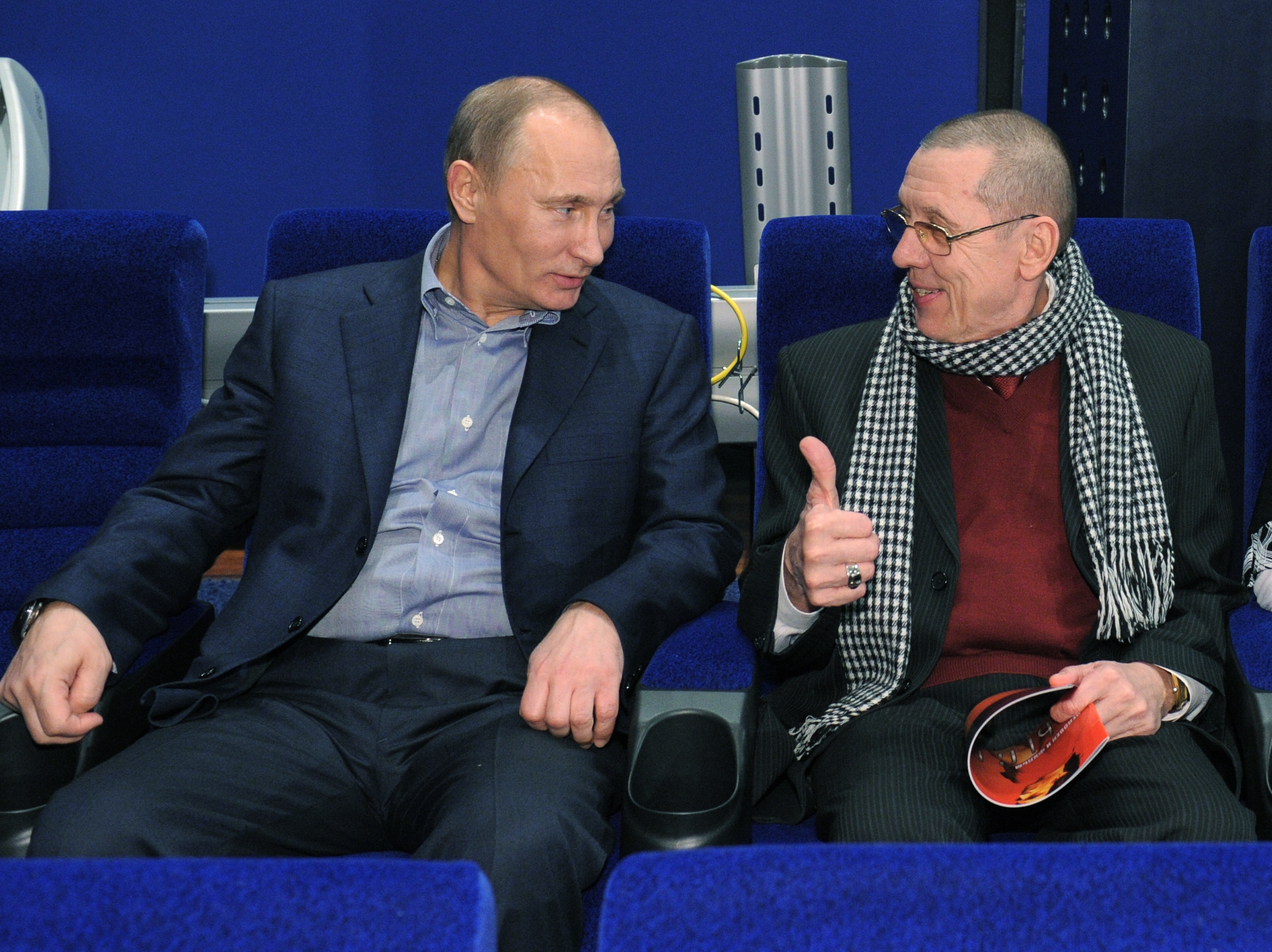
Валерий Золотухин и Владимир Путин,
21 ноября 2011 года

18 июля 2011 года, после ухода из Театра на Таганке Юрия Любимова, Золотухин был назначен директором театра со сроком полномочий до 15 октября. Этот срок был определён самим Золотухиным. Одновременно он исполнял обязанности художественного руководителя театра. В октябре 2011 года срок полномочий был продлён на год, до 15 октября 2012 года.
Автор нескольких книг воспоминаний, в том числе о Владимире Высоцком.
В марте 2013 года Золотухин покинул пост худрука по состоянию здоровья. За время его деятельности в качестве художественного руководителя театра было выпущено шесть новых спектаклей.

### Болезнь и смерть
По данным информагентства «РБК», актёр не работал с декабря 2012 года, с тех пор несколько раз был госпитализирован, в результате обследования была диагностирована глиобластома. 5 марта 2013 года актёр был госпитализирован в отделение реанимации РНЦ рентгенорадиологии. 14 марта стало известно, что врачи ввели его в искусственную (медикаментозную) кому.
Утром 30 марта 2013 года артист скончался на 72-м году жизни от осложнений, вызванных опухолью головного мозга. Прощание с Валерием Золотухиным состоялось 2 апреля в Театре на Таганке, отпевание прошло в Богоявленском кафедральном соборе в Елохове. 4 апреля с актёром простились в Барнауле, в Государственном Молодёжном театре Алтая; 5 апреля похоронили актёра, согласно его воле, на территории построенного в том числе и на его сбережения Храма Покрова Пресвятой Богородицы в селе Быстрый Исток на Алтае, где он родился.
В соболезнованиях президента РФ В. Путина отмечено, что Золотухин был «настоящим народным самородком, человеком удивительного таланта и обаяния, широты души и творческой щедрости».

### Личная жизнь
Первая жена (1963—1977) — Нина Шацкая (1940—2021), актриса, заслуженная артистка РФ (2008). Сын — Денис (род. 1969), священник. Внучка — актриса Мария Золотухина (р. 8.05.1998).
Вторая жена (1978—2013) — Тамара Гусева (1949—2019), скрипачка. Сын — Сергей Золотухин (1979—2007), барабанщик группы «Мёртвые Дельфины»; покончил с собой.
Незарегистрированные отношения — Ирина Линдт (род. 1974), актриса Театра на Таганке. Сын — Иван (род. 18 ноября 2004).

## Общественная деятельность
В 1995 году Золотухин баллотировался в Государственную думу по списку «Партии самоуправления трудящихся», который не прошёл процентный барьер.
В 1996 году был среди деятелей культуры и науки, призвавших российские власти остановить войну в Чечне и перейти к переговорному процессу.
2 декабря 2007 года был избран депутатом Государственной думы РФ V созыва по списку партии «Справедливая Россия», но 14 декабря, не вступив в должность, передал свой мандат бизнесмену Константину Бесчетнову.

## Признание и награды
Государственные награды:
- Медаль «В ознаменование 100-летия со дня рождения Владимира Ильича Ленина» (1970)
- Заслуженный артист РСФСР (22 декабря 1981)
- Народный артист РСФСР (1987)
- Медаль «За освоение целинных земель»[24]
- Медаль «Ветеран труда»

Другие награды, премии, поощрения и общественное признание:
- Медаль «За особый вклад в развитие Кузбасса» III степени (8 августа 2001) — за многолетнюю плодотворную работу, высокий профессионализм, значительный вклад в социально-экономическое развитие области[25]
- орден святого благоверного князя Даниила Московского III степени (РПЦ, 2003)[26]
- Медаль «За заслуги перед обществом» (Алтайский край) (2007)[27]
- Памятный знак «Медаль имени Василия Николаевича Хитрово» (6 июля 2011)[28]
- орден «За заслуги перед Алтайским краем» II степени (2011) — за многолетний добросовестный труд и большой личный вклад в развитие культуры Алтайского края и в связи с юбилеем[29]

## Творчество

### Роли в театре
Театр на Таганке (1964-2012)
- 1964 — «Добрый человек из Сезуана» по пьесе Бертольта Брехта «Добрый человек из Сычуани». Постановка Ю. Любимова — водонос Ванг
- 1964 — «Герой нашего времени» по роману М. Ю. Лермонтова. Постановка Ю. Любимова — Грушницкий
- 1965 — «Десять дней, которые потрясли мир» по Д. Риду. Постановка Ю. Любимова — от театра / Пьеро / первый крестьянин / расклейщики афиш / ораторы
- 1965 — «Павшие и живые». Постановка Ю. Любимова — безногий солдат / «Сороковые-роковые» / Муса Джалиль + исполнение песен и зонга «О десяти ворчунах» неизвестного немецкого поэта-антифашиста
- 1966 — «Антимиры» А. Вознесенского. Постановка Ю. Любимова
- 1966 — «Жизнь Галилея» Бертольта Брехта. Постановка Ю. Любимова — маленький монах
- 1967 — «Послушайте!» Постановка Ю. Любимова — лирический Маяковский
- 1969 — «Мать» по мотивам романа Максима Горького. Постановка Ю. Любимова — Андрей Находка
- 1970 — «Берегите ваши лица» А. Вознесенского. Постановка Ю. Любимова
- 1970 — «Что делать?» по роману Н. Г. Чернышевского. Постановка Ю. Любимова — Лопухов
- 1972 — «Под кожей статуи свободы» Е. Евтушенко. Постановка Ю. Любимова — студент, изображающий Раскольникова / задумчивый студент
- 1973 — «Товарищ, верь…». Постановка Ю. Любимова — за Пушкина
- 1975 — «Вишнёвый сад» А. П. Чехова. Постановка А. Эфроса — Петя Трофимов
- 1979 — «Турандот, или Конгресс обелителей» Бертольта Брехта. Постановка Ю. Любимова — Гогер Могер
- 1980 — «Дом на набережной» по роману Ю. Трифонова. Постановка Ю. Любимова — Глебов
- 1981 — «Владимир Высоцкий». Постановка Ю. Любимова
- 1985 — «На дне» М. Горького. Постановка А. Эфроса — Васька Пепел
- 1986 — «Мизантроп» Ж. Б. Мольера. Постановка А. Эфроса — Альцест
- 1988 — «Борис Годунов» А. С. Пушкина. Постановка Ю. Любимова — Григорий Отрепьев
- 1989 — «Живой» по повести Б. Можаева. Постановка Ю. Любимова — Фёдор Кузькин
- 1989 — «Пир во время чумы» по «Маленьким трагедиям» А. С. Пушкина. Постановка Ю. Любимова — Мефистофель / герцог / дон Гуан / Фауст
- 1993 — «Живаго (доктор)» по роману Б. Пастернака. Постановка Ю. Любимова — Юрий Живаго
- 1990 — «Самоубийца» Н. Эрдмана. Постановка Ю. Любимова — первый
- 1995 — «Медея» Еврипида. Постановка Ю. Любимова — Креонт
- 1998 — «Шарашка», главы романа «В круге первом» А. И. Солженицына. Постановка Ю. Любимова — дядя Авенир / Прянчиков / Спиридон Егоров
- 1998 — «Марат и маркиз де Сад» П. Вайса. Постановка Ю. Любимова — маркиз де Сад
- 2000 — «Театральный роман» по мотивам сочинений М. Булгакова. Постановка Ю. Любимова — Иван Васильевич — Александр III
- 2003 — «До и после». Постановка Ю. Любимова — исполнитель бриколажа
- 2010 — «Мёд» Т. Гуэрры. Постановка Ю. Любимова — два брата
- 2012 — «Король умирает» Э. Ионеско. Постановка Кшиштофа Занусси — Беранже I, король

Центральный академический театр Советской армии (1992)
- 1992 — «Павел I» Д. С. Мережковского. Постановка Л. Хейфеца — Павел I

Театрально-концертный зал Музея Высоцкого на Таганке (1999)
- 1999 — «Моцарт и Сальери» по «Маленьким трагедиям» А. С. Пушкина. Постановка А. Максимова — Сальери

Театр Антона Чехова (2000-2001)
- 2000 — «Цена» А. Миллера. Постановка Л. Трушкина — Виктор Франк
- 2001 — «Шалопаи, или Кин IV» по пьесе Г. Горина «Кин IV». Постановка Л. Трушкина — Эдмунд Кин

Государственный молодёжный театр Алтая (2003-2012)
- 2003 — «На дне» М. Горького. Постановка А. Песегова — Лука
- 2007 — «Ревизор» Н. Гоголя. Постановка А. Черпина — городничий
- 2009 — «Праздники детства» по рассказам В. Шукшина «Из детских лет Ивана Попова». Постановка М. Свободного — дед
- 2012 — «С любимыми не расставайтесь» А. Володина. Постановка Д. Егорова — судья

Московский независимый театр (2006)
- 2006 — «Собачье сердце» по повести М. Булгакова. Постановка В. Золотухина — профессор Преображенский

Государственный музей А. С. Пушкина (2007)
- 2007 — «Сказка о рыбаке и рыбке» А. С. Пушкина. Постановка А. Беркутова — рассказчик

Театр «Модернъ» (2010)
- 2010 — «Счастливое событие» С. Мрожека. Постановка С. Враговой — старик-генерал

Театр Луны (2010)
- 2010 — «Прокурорская притча» А. Звягинцева. Постановка С. Проханова — судья

### Фильмография
| Год       |    | Название                                               | Роль                                                                           |
| --------- | -- | ------------------------------------------------------ | ------------------------------------------------------------------------------ |
| 1965      | тф | Пакет                                                  | красноармеец Петька Трофимов                                                   |
| 1967      | ф  | Интервенция (фильм вышел на экраны в 1987 году)        | Евгений Ксидиас                                                                |
| 1968      | ф  | Хозяин тайги                                           | Василий Фокич Серёжкин, участковый, старшина милиции                           |
| 1969      | ф  | Цветы запоздалые                                       | Князь Егорушка Приклонский                                                     |
| 1970      | тф | О друзьях-товарищах                                    | Владимир Михайлович Горский, ответственный секретарь МГК РКП(б)                |
| 1971      | ф  | Пропажа свидетеля                                      | Василий Фокич Серёжкин, участковый, младший лейтенант милиции                  |
| 1971      | ф  | Жизнь и смерть дворянина Чертопханова                  | Яков Турок, странствующий певец                                                |
| 1971      | ф  | Бег                                                    | певец                                                                          |
| 1971      | тф | Бумбараш                                               | Бумбараш                                                                       |
| 1973      | ф  | Берега                                                 | Сашка, киномеханик                                                             |
| 1973      | ф  | О тех, кого помню и люблю                              | Егор Степанович Васильев, старший лейтенант, командир батальона                |
| 1973      | ф  | Каждый день доктора Калинниковой                       | Евгений Дмитриевич Бибиков, проверяющий из министерства                        |
| 1974      | ф  | Царевич Проша                                          | плут Лутоня                                                                    |
| 1975      | ф  | Весна двадцать девятого                                | Григорий Гай, директор строительства тракторного завода                        |
| 1975      | тф | На всю оставшуюся жизнь                                | дядя Саша, санитар                                                             |
| 1975      | ф  | Единственная…                                          | Коля Касаткин                                                                  |
| 1975      | тф | Военные сороковые                                      | камео                                                                          |
| 1976      | ф  | Сказ про то, как царь Пётр арапа женил                 | Филька                                                                         |
| 1977      | ф  | Смешные люди!                                          | парикмахер Макарушка                                                           |
| 1977      | тф | Эти невероятные музыканты, или Новые сновидения Шурика | камео                                                                          |
| 1977      | тф | Любовь Яровая (телеспектакль по пьесе К. Тренёва)      | Фёдор Швандя                                                                   |
| 1978      | ф  | Завьяловские чудики (новелла «Версия»)                 | Санька Журавлёв                                                                |
| 1978      | ф  | Предварительное расследование                          | Василий Фокич Серёжкин, следователь, капитан милиции                           |
| 1979      | ф  | Маленькие трагедии                                     | Моцарт                                                                         |
| 1979      | тф | Ярость                                                 | Карпенко                                                                       |
| 1980      | ф  | Линия жизни                                            | Орлов                                                                          |
| 1980      | ф  | Тайное голосование                                     | Иван Фомич Лукаш, заведующий пилорамой, сын председателя колхоза               |
| 1980      | тф | Художник из Шервудского леса                           | Гилберт                                                                        |
| 1981      | тф | Наше призвание                                         | Михаил Гаврилович Григорьев («Михгав»), учитель обществоведения                |
| 1982      | ф  | Яблоко на ладони                                       | Василий, отец Веры                                                             |
| 1982      | тф | Чародеи                                                | Иван Степанович Киврин, замдиректора НУИНУ по науке                            |
| 1982      | ф  | Мать Мария                                             | русский пленный                                                                |
| 1982      | ф  | Остров сокровищ                                        | Бен Ганн                                                                       |
| 1982      | ф  | Детский мир                                            | Чатыркин, покупатель                                                           |
| 1983      | ф  | Средь бела дня…                                        | Константин Михайлович Мухин                                                    |
| 1983      | ф  | Демидовы                                               | Пантелей                                                                       |
| 1984      | тф | Мёртвые души                                           | почтмейстер Иван Андреевич и капитан Копейкин                                  |
| 1984      | ф  | И вот пришёл Бумбо…                                    | Костя, бывший студент-медик, уборщик в цирке                                   |
| 1985      | ф  | Человек с аккордеоном                                  | Митя Громцев                                                                   |
| 1985      | ф  | Три процента риска                                     | Иннокентий Сигизмундович Капчинский, лётчик-испытатель                         |
| 1986      | ф  | Чичерин                                                | матрос Панкин (прототип — Николай Маркин)                                      |
| 1986      | тф | Я — вожатый форпоста                                   | Михаил Гаврилович Григорьев («Михгав»)                                         |
| 1986      | тф | Трава зелена                                           | Николай, муж Анны, сельский автоконструктор-любитель                           |
| 1987      | тф | Сын                                                    | Матвей Георгиевич Погорелов, отец                                              |
| 1987      | тф | Десять дней, которые потрясли мир                      | Имя персонажа не указано                                                       |
| 1987      | тф | Песнь о Великом походе                                 | чтец                                                                           |
| 1987      | ф  | Апелляция                                              | Николай Викторович Рыбченко, директор совхоза                                  |
| 1990      | ф  | Захочу — полюблю                                       | Виктор                                                                         |
| 1990      | ф  | Уроки в конце весны                                    | тюремный банщик                                                                |
| 1991      | ф  | Говорящая обезьяна                                     | Иван Иванович Мишуткин, ветеринар                                              |
| 1991      | тф | Тени (телеспектакль по пьесе М. Е. Салтыкова-Щедрина)  | князь Тараканов                                                                |
| 1992      | ф  | Как живёте, караси?                                    | профессор Дмитрий Никитович Тищенко                                            |
| 1992      | ф  | Вальс золотых тельцов                                  | снимался                                                                       |
| 1993      | ф  | Охламон                                                | подполковник                                                                   |
| 1994      | ф  | Жизнь и необычайные приключения солдата Ивана Чонкина  | парторг колхоза Килин                                                          |
| 1997      | ф  | Не валяй дурака…                                       | Иван Таратайкин                                                                |
| 1999      | тф | Борис Годунов                                          | Григорий Отрепьев                                                              |
| 2002      | тф | Театральный роман                                      | Ксаверий Борисович Ильчин, режиссёр учебной сцены (прообраз — Борис Вершилов)  |
| 2003      | с  | Участок                                                | Семён Миронович, старик по прозвищу «Хали-Гали»                                |
| 2003      | с  | Спас под берёзами                                      | Толян Жмухин                                                                   |
| 2004      | ф  | Ночной Дозор                                           | отец Кости, вампир, работающий мясником                                        |
| 2004      | ф  | Легенда о Кащее, или В поисках тридесятого царства     | Велес                                                                          |
| 2004      | с  | Звездочёт                                              | актёр (камео)                                                                  |
| 2005      | с  | Брежнев                                                | Игорь, егерь в Завидово                                                        |
| 2005      | с  | Мастер и Маргарита                                     | Никанор Иванович Босой, председатель жилтоварищества                           |
| 2005      | с  | Адъютанты любви                                        | А. В. Суворов                                                                  |
| 2005      | с  | Талисман любви                                         | Илларион Дронов                                                                |
| 2005      | с  | Счастье ты моё                                         | Климушкин                                                                      |
| 2005      | с  | Не родись красивой                                     | таксист                                                                        |
| 2005      | ф  | Дневной Дозор                                          | Валерий Сергеевич, вампир, отец Кости                                          |
| 2005      | ф  | Птицы небесные                                         | Феликс                                                                         |
| 2005      | с  | Убойная сила 6 (серия «Мыс доброй Надежды»)            | Юрий Данилов                                                                   |
| 2005      | с  | Фитиль (сюжет «За туманом»)                            | пассажир в аэропорту                                                           |
| 2006      | с  | Студенты International                                 | Лукин                                                                          |
| 2007      | ф  | Софи (новелла «Рождественская девочка»)                | Михаил Михайлович, редактор газеты                                             |
| 2007      | ф  | 1612: Хроники Смутного времени                         | столпник                                                                       |
| 2007      | с  | Смерть шпионам!                                        | Полозов Константин Макарович (Макарыч)                                         |
| 2007      | с  | Миллионер поневоле                                     | Григорий Курёхин                                                               |
| 2007      | с  | Завещание Ленина                                       | Пантюхов, доктор-зек                                                           |
| 2007      | с  | На пути к сердцу                                       | эпизод (нет в титрах)                                                          |
| 2007      | с  | Полонез Кречинского                                    | Иван Сидоров                                                                   |
| 2008      | ф  | Парадокс                                               | завхоз                                                                         |
| 2009      | ф  | Приказано уничтожить! Операция: «Китайская шкатулка»   | Адольф Гитлер                                                                  |
| 2009      | ф  | Чёрная Молния                                          | Павел Владимирович Перепёлкин, изобретатель, учёный, создатель «Чёрной Молнии» |
| 2009      | ф  | Дом для двоих                                          | Пётр Васильевич                                                                |
| 2009      | с  | При загадочных обстоятельствах                         | подполковник Иван Борисович Старый, начальник уголовного розыска               |
| 2009      | с  | Доки                                                   | Павел Иванович Грозный, учитель словесности                                    |
| 2010      | с  | Папа Гамлета                                           | Григорий Курёхин                                                               |
| 2010—2013 | с  | Ефросинья                                              | дед Прохор Игнатьевич                                                          |
| 2010      | ф  | Иванов                                                 | Иван Сидоров, «юродивый»                                                       |
| 2010      | ф  | Утомлённые солнцем 2: Предстояние                      | Пендюрин, капитан баржи «Красного креста»                                      |
| 2010      | ф  | Снайпер                                                | отец Буховцева                                                                 |
| 2010      | ф  | Ярослав. Тысячу лет назад                              | Чурила                                                                         |
| 2011      | ф  | Пять невест                                            | рыжий дед                                                                      |
| 2011      | ф  | Наркомовский обоз                                      | текст от автора                                                                |
| 2011      | с  | Ярость (фильм «Сопроводитель»)                         | отец Андрей / Андрей Евгеньевич                                                |
| 2012      | ф  | Бригада: Наследник                                     | «Швед», главарь бандитской группировки                                         |
| 2012      | с  | Краплёный                                              | Гаврилыч                                                                       |
| 2013      | ф  | В России идёт снег                                     | Тимофеев                                                                       |
| 2013      | с  | Повороты судьбы                                        | Иван Петрович, отец Евгении                                                    |
| 2014      | ф  | Вий                                                    | Явтух                                                                          |

### Дубляж
- 1970 — Квартира — Си Си «Бад» Бакстер (Джек Леммон)
- 2008 — Особо опасен — Пекварски (Теренс Стэмп)
- 2009 — 9 — 2 (Мартин Ландау)[30]

### Вокал
- 1971 — 12 стульев — Остап Бендер
- 1972 — Инженер Прончатов
- 1973 — Иван Васильевич меняет профессию — Жорж Милославский

### Озвучивание мультфильмов
- 1969 — Мистерия-Буфф — революционеры
- 1974 — Вершки и корешки — читает текст / мужик / медведь
- 1974 — Волшебник Изумрудного города. Фильм 5. Разоблачение Великого и Ужасного — Гудвин
- 1982 — Ветер про запас — читает текст
- 2007 — Исторические заклёпки — пёс Филиппыч

### Книги
- Золотухин В. С. На Исток-речушку, к детству моему : повести. — М. : Молодая гвардия, 1978. — 176 с.
- Золотухин В. С. Печаль и смех моих крылечек. — М. : Современник, 1989. — 304 с. — (Новинки «Современника»). — ISBN 5-270-00768-1.
- Золотухин В. С. Дребезги. — М. : Центр творческих встреч В/О «Союзтеатр», 1991. — 384 с. — ББК 84Р7—4.
  - То же. — М. : АСТ : Зебра Е, 2008. — 560 с. — ISBN 978-5-17-048779-0. — ISBN 978-5-94663-533-2.
- Золотухин В. С. Таганский дневник. — М. : Олма-Пресс, 2002. — ISBN 978-5-224-03282-2. — ISBN 978-5-224-03283-9.
  - Кн. 1. — 415 с.
  - Кн. 2. — 447 с.
- Золотухин В. С. На плахе «Таганки». — М. : Эксмо, 2003. — 640 с. — ISBN 5-699-01858-1.
- Золотухин В. С. Таганский тупик : в 2 кн. — М. : Зебра Е, 2005. — ISBN 5-94663-211-6. — ISBN 5-94663-212-4.
  - Кн. 1 : Бумбараш и другие. — 704 с.
  - Кн. 2 : Помню и люблю. — 800 с.
- Золотухин В. С. Знаю только я. — М. : Вагриус, 2007. — 552 с. — (Мой 20 век). — ISBN 978-5-9697-0336-0.
- Золотухин В. С. Секрет Высоцкого. Мы часто пели «Баньку» вместе. — М. : Алгоритм, 2013. — 352 с. — (Жизнь в искусстве). — ISBN 978-5-4438-0386-9.
- Золотухин В. С. Таганский домовой. — М. : Зебра Е, 2013. — 720 с. — ISBN 978-5-906339-26-3.
- Золотухин В. С. Секрет Любимова. — М. : Эксмо, 2016. — 480 с. — ISBN 978-5-699-90923-0.

### Известные песни
- «Надоело воевать» из фильма «Бумбараш» (1971; музыка Владимира Дашкевича, слова Юлия Кима)
- «А вот я на фронте был…» из фильма «Бумбараш» (1971; музыка Владимира Дашкевича, слова Юлия Кима)
- «Ходят кони» из фильма «Бумбараш» (1971; музыка Владимира Дашкевича, слова Юлия Кима)
- «Танго» («Где среди пампасов бегают бизоны…») из фильма «12 стульев» (1971; музыка Александра Зацепина, слова Леонида Дербенёва)
- «Барыня речка» из фильма «Инженер Прончатов» (1972; музыка Александра Флярковского, слова Леонида Дербенёва)
- «Разговор со счастьем» («Вдруг как в сказке скрипнула дверь…») из фильма «Иван Васильевич меняет профессию» (1973; музыка Александра Зацепина, слова Леонида Дербенёва)
- «А я в ответ на твой обман» (1974; музыка Никиты Богословского, слова Михаила Танича)
- «На солнечной поляночке» (1975; музыка Василия Соловьёва-Седого, слова Алексея Фатьянова)
- «Жажда уставших коней…» («Моление о мире», «Пролог») из фильма «Ярославна, королева Франции» (1978; музыка Владимира Дашкевича, слова Юлия Кима)
- «Покаяние» (музыка Александра Морозова, слова Евгения Муравьёва)
- «Маша-Маша» вместе с группой «Э. С. Т.» (музыка и слова Жана Сагадеева)

## Память
К 75-летию актёра в его родном селе Быстрый Исток Алтайского края открыт мемориальный музей — филиал Государственного музея истории литературы, искусства и культуры Алтая.
Творчеству и памяти актёра посвящены документальные фильмы и телепередачи:
- «Валерий Золотухин. „Очень личное“» («Первый канал», 2007)[32]
- «Валерий Золотухин. „Я устал быть Бумбарашем“» («Первый канал», 2011)[33]
- «Валерий Золотухин. „Домовой Таганки“» («ТВ Центр», 2011)[34]
- «Последняя песня Валерия Золотухина» («Первый канал», 2013)[35][36]
- «Валерий Золотухин. „Последний день“» («Звезда», 2016)[37]
- «Валерий Золотухин. „Я Вас любил…“» («Первый канал», 2016)[38][39]
- «Валерий Золотухин. „Легенды кино“» («Звезда», 2018)[40]
- «Женщины Валерия Золотухина» («ТВ Центр», 2019)[41]